# Bolbitis kanarensis
Bolbitis kanarensis là một loài dương xỉ trong họ Dryopteridaceae. Loài này được Nayar & Chandra mô tả khoa học đầu tiên năm 1964.
Danh pháp khoa học của loài này chưa được làm sáng tỏ. 